# Видавництво «БЗС» (Буджацька Задністрова Січ)

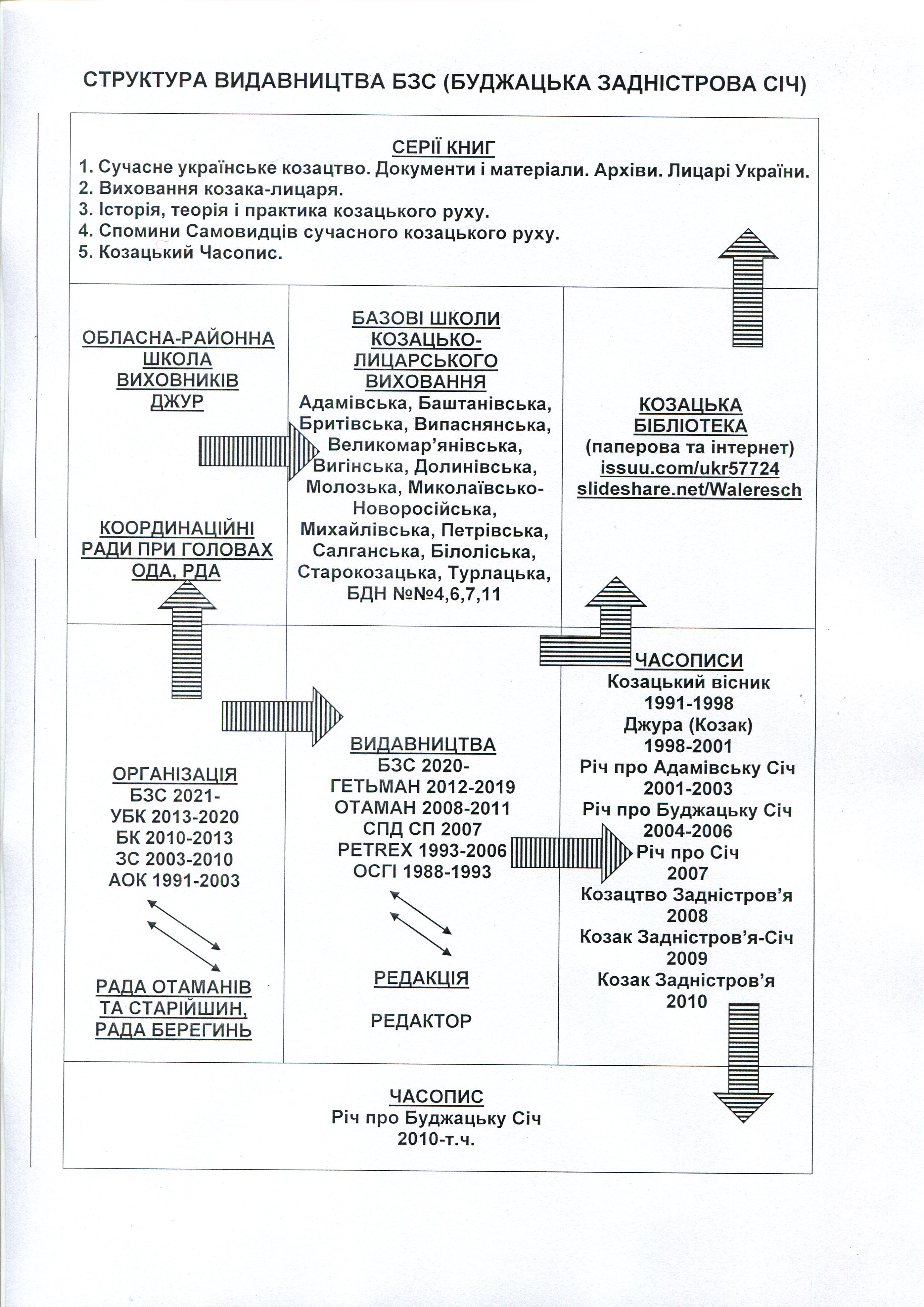
Структура «БЗС»

«БЗС» (Буджацька Задністрова Січ) — некомерційне, мале, вузькоспеціалізоване регіональне видавництво, що мало назви «Петрекс» (1993—2005), «СПД СП» (2005—2008), «Отаман» (2008—2012), «Гетьман» (2012—2018). «БЗС» друкує: із 1991 року — Часопис козаків Буджаку; із 1993 року — серії книг з історії, історіографії сучасного українського козацтва (у тому числі й Сучасне Буджацьке козацтво (Задністрова Січ) і української козацької педагогіки[] та реалізації ідей козаччини в практику діяльності козацьких організацій, громад і навчальних закладів. Розташоване у місті Білгород-Дністровський.

Серія Перша. «Сучасне українське козацтво. Документи і матеріали. Архіви. Лицарі України». 
1. Архіви козаччини Задністров'я. Документи та матеріали. 2003—2010. Багатотомник. 20 книг. 
2. Лицарі України. Буджак. Документи та матеріали. 2005—2018. Багатотомник. 15 книг.
3. Архіви козаччини Буджаку. Документи та матеріали. 2011—2012. Багатотомник. 5 книг. 
4. Архіви козаччини Одещини. Документи та матеріали. 2010—2016. Багатотомник. 7 книг.
5. Лицарі України. Документи та матеріали. 2018-… Багатотомник. Вже 27 книг.

Серія Друга. «Виховання Козака-Лицаря». 
1. Бібліотека учителя біології (1=Щоденник учителя ботаніки, 2=Система роботи учителя ботаніки, 3=Загальнокорисна виробнича праця, 4=Мала Академія Наук, 5=Рослинний і тваринний світ Південноукраїнського Задністров'я, 6=Календарні плани, 7=Розробки уроків). 1984, 1986, 1988, 1990, 1992, 1995, 1996, 1997, 1998. 4 книги.
2. Щоденник директора школи. 1987, 2003, 2017. Три частини.
3. Виховання козака-лицаря. 1993, 2007, 2019. Три видання.
4. Козацтво. 3 випуски — 1995, 1998, 2000.
5. Адамівська Січ — основа гуманістичного становлення особистості. (Ярмарок педагогічних ідей). 2001—2002. Багатотомник. 3 книги.
6. Адамівська Січ. 2001—2003. Багатотомник. 33 книги.
7. Адамівська Січ — школа козацько-лицарського виховання. 2004, 2013. Два видання.
8. Козацька педагогіка — сучасна освіта. 2005.
9. Козацьке тілодуховиховання. 2006.
10. Козацько-лицарське виховання. 2007.
11. Школа козацько-лицарського виховання. 2007, 2015. Два видання.
12. Козацький вишкіл. 2009.
13. Теорія та практика козацького вишкілу. 2009.
14. Козацький дитячий та юнацький рух. 2009.
15. Час виховувати лицарів. Багатотомники: семитомник, п'ятитомник, трьохтомник (2010—2017); однотомник (2018).
16. Козацький гарт. 2011.
17. Адамівська школа козацько-лицарського виховання. 2015.
18. Джура. Виховання козака-лицаря. 2020. 

Серія Третя. «Історія, теорія і практика козацького руху». 
1. Адамівська громада. 2003. Багатотомник. 3 книги.
2. Сучасне українське козацтво на півдні Одещини. 2005, 2015. Два видання.
3. Сучасне козацтво Білгород-Дністровщини. 2006, 2015. Два видання.
4. Сучасне козацтво Південноукраїнського Задністров'я. 2006—2010. Багатотомник. 9 книг. 
5. Сучасне лицарство Задністров'я. 2007, 2015. Два видання.
6. Козацький громадський рух. 2007.
7. Задністровці (нарис). 2008.
8. Буджацьке козацтво XVIII-ХІХ століть. 2008, 2019. Два видання. 
9. Буджацьке козацтво ХХ-ХХІ століть. 2009, 2019. Два видання.
10. Довідник козака Буджаку. 2009, 2010, 2011. Три видання.
11. Сучасне козацтво Задністров'я. Довідник. 2010, 2013. Два видання.
12. Довідник козака. 2012, 2015. Два видання.
13. Сучасне козацтво Буджацьку. Довідник. 2017.
14. Права і вольності українського народу. 2017.
15. Українське Буджаке козацтво. Енциклопедія. 2017, 2018, 2020. Три видання.
16. Завдання козацького руху. 2020. 

Серія Четверта. «Спомини Самовидців сучасного козацького рух». 
1. Учень. Нотатки Козака-1. 1973/1981/2002.
2. Учитель. Нотатки Козака-2. 1984/2002.
3. Директор. Нотатки Козака-3. 1990/2011.
4. Адамівський Осередок Козацтва. Суб'єктивні нотатки Козака-1. 2003.
5. Задністрова Січ. Суб'єктивні нотатки Козака-2. 2008, 2009, 2010. Три частини. 
6. Буджацьке козацтво. Суб'єктивні нотатки Козака-3. 2013.
7. Українське Буджацьке козацтво. Суб'єктивні нотатки Козака-4. 2018.
8. Українське козацтво Буджаку. Суб'єктивні нотатки Козака-5. Частина перша. 2020.
9. Українське козацтво Буджаку. Суб'єктивні нотатки Козака-5. Частина друга. 2020.
10. Отаман. Нотатки Козака-4. 2020.
11. Українське козацтво Буджаку. Суб'єктивні нотатки Козака-5. Частина третя. 2023.
12. Нотатки Отамана. 2021.
13. Старійшина. Нотатки Козака-5. 2021,1.

Серія П'ята. «Часопис козаків Буджаку».
1. Козацький вісник. 1991—1998.
2. Козацький вісник. 1998—2015.
3. Джура. 1998—2001.
4. Річ про Адамівську Січ. 2001—2003. Багатотомник. 3 книги.
5. Річ про Буджацьку Січ. 2004—2006.
6. Річ про Січ. 2007.
7. Козацтво Задністров'я. 2008.
8. Козак Задністров'я — Січ. 2009.
9. Козак Задністров'я. 2010.
10. Річ про Буджацьку Січ. 2010-т. ч. Багатотомник. 14 книг.